# Elektronikteknolog
|  | Dublet Denne artikel handler om det samme som IT-teknolog. (Diskutér artiklen) |

 Der er for få eller ingen kildehenvisninger i denne artikel, hvilket er et problem. Du kan hjælpe ved at angive troværdige kilder til de påstande, som fremføres i artiklen.

 Denne artikel bør gennemlæses af en person med fagkendskab for at sikre den faglige korrekthed.

Elektronikteknolog er en profession, der først hed elektroniktekniker og senere IT-teknolog.
It-teknolog er en uddannelse, som findes i Aalborg, Viborg, Aarhus, Odense, Køge og København og varer to år.

## Eksetern henvisning
- Elektronikteknolog Arkiveret 28. februar 2011 hos  Wayback Machine

1. ↑  "It-teknolog  ([[Wikipedia:Artikler med døde eksterne henvisninger|Webside ikke længere tilgængelig]])[[Kategori:Artikler med døde links]]". Arkiveret fra originalen 29. april 2012. Hentet 21. august 2012. {{cite web}}: Konflikt mellem URL og wikilink (hjælp)
2. ↑  It-teknolog | UddannelsesGuiden